# 七虎籃球場
25°08′09″N 121°30′02″E / 25.135774°N 121.500493°E
七虎籃球場，位於臺灣臺北市北投區長安里，為1951年國防部聯合勤務總司令部輜重汽車運輸第一團所建之室外籃球場，七虎籃球隊主場，列歷史建築。

## 歷史

### 由來
1949年，國共內戰逼近西南省份時，七虎籃球隊在10月8日廣州球賽結束後，於10月22日受東南軍政長官公署長官陳誠之邀，搭機前往臺灣參加台灣省運動會。當時七虎隊除毛家榮與王毅軍未婚外，其他隊員家眷還在廣西，於是陳誠便以參加台灣省運動會需設籍為由，用專機將這些家眷接來臺北。該隊七位核心球員王士選、賈志軍、王毅軍、霍劍平、廖滌航、鄭大光、毛家榮皆擔任輜汽第一團幹部，便與軍團駐紮在北投國小內。
1951年，輜汽第一團移防位於磺港溪旁的七虎新村地帶。原先球員是利用網球場練球，而感不便使用。當年，輜汽第一團教導隊隊長葛興邦，便向陽明山管理局借到了兩百包水泥，再向土地產權所有者第一商業銀行借用光明路131巷附近空地蓋籃球場。球場設計者為輜汽團服役、具土木工程背景的山東人黃志經。由一百位教導隊士兵半年時間內蓋成一個四面為水泥看台、佔地約二百多坪的籃球場。球場設有四個天橋式的入口，上下共有十五階看台。年末12月29日，黃志經獲選為國軍克難英雄。
王毅軍回憶，比起七虎球場，那時台北市其他籃球場看台都還是木造的。如1951年9月24日晚，美軍顧問與幼虎隊在此對決時，新聞形容此為「嶄新而頗具現代化型式」。1954年報紙報導時稱讚，七虎球場是全臺灣第二大球場（僅次於三軍球場），自北投車站約走四分鐘可至，隔壁又有月光莊旅社，且看台四週築石建築極合標準，無論從何角度看去均可。而袁世銑、廖學文、游健行、孫煥庭、朱聲漪的空軍官校籃球隊場地，原先是臺北新公園軟式網球場改造來的，寬度不足，兩邊要加上一些草地才能成合格，因此被稱作「鑲草邊籃球場」。

### 使用
七虎球場舉辦比賽時成為體壇的盛事，連遠在臺北縣三峽與鶯歌一帶駐防軍人也會來。球場四周豎立鐵軌來高掛電燈，號稱臺灣第一個夜間籃球場。該地常作為國內比賽與海外籃球隊的友誼賽地點，如中華民國警察警光籃球隊、聯勤總部飛駝籃球隊、中華民國海軍海光籃球隊、飛鷹籃球隊、菲律賓黑白籃球隊、美國哈林籃球隊等。葛興邦說，那時候球賽頻繁，美國青年歸主籃球隊每年來臺灣賽球兼傳福音時也都會來此。像1952年7月3日晚上8點，七虎隊對上青年歸主隊，北投至士林的公路上，一連串的大小汽車絡繹於途，吸引四千位球迷。1957年第十二屆台灣省運動會籃球比賽在此舉行時，冠軍賽時觀眾爆滿，場裡擠了將近一萬人。
寫有《代馬輸卒手記》的張拓蕪就住在七虎球場旁邊。在哈林籃球隊第一次來臺北比賽時，張拓蕪去作黃牛賣票還債務，結果被抓入禁閉室。
從七虎球場訓練出來的籃球隊不下廿個，像樂群、光華、大風、幼虎等籃球隊。虎聲隊隊員鄭正男在這訓練出飛虎隊程偉、唐志強等。王毅年、霍劍平、凌鏡寰、江憲治等國手也曾在這打球。1958年，北投少年籃球隊創辦者張河松與北投在地國手江憲治合作，在此球場上召集北投初中女學生，組訓臺灣第一支女籃綠蓉隊。出於此球場訓練的女子籃球隊員就有郭清香、姚清美、陳美鳳與簡湖美等。據《中國籃球史話》作者暨《民生報》專欄作家瞿子清紀錄，純德女子中學籃球教練洪金生常來此接受王士選指點，回到學校勤加操練，培育出球技似七虎隊賈志軍的中鋒陳雀。
1950年代，七虎球場也是台灣重要的表演場，王邦夫、北港六尺四、日本柔道隊、力道山、韓國高校拳擊隊曾在這表演。作家杏林子回憶，1952年夏夜，十歲的她看到士兵在此表演老背少、跑旱船等，以及首度見到蔡瑞月跳舞。

### 廢棄
隨著輜汽第一團遷離，七虎籃球場1970年代後遭棄置，被周圍住戶作為停車場、曬衣場。王士選見到七虎籃球場變成廢墟，向中華民國籃球協會提起，引起籃協總幹事馬嵐峰注意。1975年9月19日，籃協表示，目前許多甲組球隊都缺少場地，籃協想爭取七虎球場作為北部地區球隊練習場，並將盡力支援整建工作。球場土地分別為台北市政府工務局新建工程處、台北市政府財政局、第一商業銀行持有，產權複雜，而修復整合困難。
七虎籃球場西側看台在1980年因台北市政府工務局拓寬磺港溪而拆除，之後1980年代中期連北面因國防部收回土地而拆除。2000年2月16日，台北市政府文化局局長龍應台與台北市議員厲耿桂芳等人前來球場會勘，聽取居民述說七虎籃球隊的歷史。到2004年5月18日，1952年來此打球的青年歸主籃球隊隊員許備德舊地重遊時，見到只殘留一個籃架、四周停滿汽車。2017年4月，長安里里長陳章生於里長座談會上建議把球場變成停車場，但台北市停車管理工程處以通往球場之道路寬度不足6公尺為由認為無法實施，會議結論要求北投區公所列管此案。
七虎籃球場在有歷史建築身分後，2018年台北市政府文化局提出維護計畫。至2020年12月報導時，還尚待修復。2022年已整修。